# Algérie aux Jeux olympiques d'été de 2024
L'Algérie participe aux Jeux olympiques d'été de 2024 à Paris, du 26 juillet au 11 août 2024. Il s'agit de la 15ème participation de l'Algérie depuis sa première apparition en 1964. La délégation algérienne a depuis été représentée à chaque édition des Jeux olympiques d'été, à l'exception des  Jeux de Montréal 1976 qu'elle avait boycottés aux côtés de 21 autres pays africains.
Le 17 juillet 2024, l'athlète Yasser Triki et la judokate Amina Belkadi sont désignés porte-drapeau de la délégation algérienne.
L'Algérie remporte deux médailles d'or lors de ces jeux, la première étant obtenue par la gymnaste Kaylia Nemour et la seconde par la boxeuse Imane Khelif. À ces deux titres s'ajoute la médaille de bronze décrochée par le demi-fondeur Djamel Sedjati faisant de cette olympiade la plus prolifique depuis les jeux de Sydney en 2000.
Au Muay Thai, invité aux Jeux olympiques et dont les médailles ne sont pas comptées dans le classement général, Abdelmouneme Basta a remporté une médaille d'or en moins de 60 kg, remportée en finale contre l'Australien Ibrahim Abou Salah.

## Nombre d’athlètes qualifiés par sport
Voici la liste des qualifiés et sélectionnés algériens par sport (remplaçants compris) :
| Sport           | Hommes | Femmes | Total |
| --------------- | ------ | ------ | ----- |
| Athlétisme      | 7      | 1      | 8     |
| Aviron          | 1      | 1      | 2     |
| Badminton       | 1      | 1      | 2     |
| Boxe            | 2      | 3      | 5     |
| Canoë-kayak     | 0      | 1      | 1     |
| Cyclisme        | 1      | 1      | 2     |
| Escrime         | 1      | 3      | 4     |
| Gymnastique     | 0      | 1      | 1     |
| Haltérophilie   | 1      | 0      | 1     |
| Judo            | 2      | 1      | 3     |
| Lutte           | 6      | 2      | 8     |
| Natation        | 1      | 1      | 2     |
| Tennis de table | 1      | 1      | 2     |
| Tir             | 2      | 1      | 3     |
| Voile           | 1      | 0      | 1     |
| Total           | 27     | 18     | 45    |

## Bilan général
| Sport       | Médaille d'or, Jeux olympiques | Médaille d'argent, Jeux olympiques | Médaille de bronze, Jeux olympiques | Total | Rang pays |
| ----------- | ------------------------------ | ---------------------------------- | ----------------------------------- | ----- | --------- |
| Athlétisme  | -                              | -                                  | 1                                   | 1     | 37e       |
| Boxe        | 1                              | -                                  | -                                   | 1     | 5e        |
| Gymnastique | 1                              | -                                  | -                                   | 1     | 7e        |
| Total       | 2                              | 0                                  | 1                                   | 3     | 39e       |

| Jour    | Médaille d'or, Jeux olympiques | Médaille d'argent, Jeux olympiques | Médaille de bronze, Jeux olympiques | Total |
| ------- | ------------------------------ | ---------------------------------- | ----------------------------------- | ----- |
| 4 août  | 1                              | -                                  | -                                   | 1     |
| 9 août  | 1                              | -                                  | -                                   | 1     |
| 10 août | -                              | -                                  | 1                                   | 1     |
| Total   | 2                              | 0                                  | 1                                   | 3     |

| Sexe   | Médaille d'or, Jeux olympiques | Médaille d'argent, Jeux olympiques | Médaille de bronze, Jeux olympiques | Total |
| ------ | ------------------------------ | ---------------------------------- | ----------------------------------- | ----- |
| Hommes | -                              | -                                  | 1                                   | 1     |
| Femmes | 2                              | -                                  | -                                   | 2     |
| Mixte  | -                              | -                                  | -                                   | 0     |
| Total  | 2                              | 0                                  | 1                                   | 3     |

## Médaillés
| Sport               | Discipline           | Athlète(s)    | Performance         | Date   |
| ------------------- | -------------------- | ------------- | ------------------- | ------ |
| Gymnaste artistique | Barres asymétriques  | Kaylia Nemour | 15,700              | 4 août |
| Boxe                | Poids welters femmes | Imane Khelif  | 5-0 contre Yang Liu | 9 août |

| Sport      | Discipline    | Athlète(s)     | Performance   | Date    |
| ---------- | ------------- | -------------- | ------------- | ------- |
| Athlétisme | 800m masculin | Djamel Sedjati | 1 min 41 s 50 | 10 août |

## Résultats

### Athlétisme

#### Hommes
| Athlètes            | Épreuve         | Premier tour (ou tour préliminaire) | Premier tour (ou tour préliminaire) | Repêchage (ou premier tour) | Repêchage (ou premier tour) | Demi-finales  | Demi-finales | Finale        | Finale                              |
| Athlètes            | Épreuve         | Temps                               | Rang                                | Temps                       | Rang                        | Temps         | Rang         | Temps         | Rang                                |
| ------------------- | --------------- | ----------------------------------- | ----------------------------------- | --------------------------- | --------------------------- | ------------- | ------------ | ------------- | ----------------------------------- |
| Djamel Sedjati      | 800 m           | 1 min 45 s 84                       | 1er                                 | Exempté                     | Exempté                     | 1 min 45 s 08 | 1er          | 1 min 41 s 50 | Médaille de bronze, Jeux olympiques |
| Slimane Moula       | 800 m           | 1 min 46 s 71                       | 8e                                  | 1 min 45 s 67               | 2e                          | Éliminé       | Éliminé      | Éliminé       | Éliminé                             |
| Mohamed Ali Gouaned | 800 m           | 1 min 47 s 34                       | 7e                                  | 1 min 44 s 37               | 2e                          | 1 min 46 s 52 | 8e           | Éliminé       | Éliminé                             |
| Amine Bouanani      | 110 m haies     | 13 s 58                             | 5e                                  | 13 s 54                     | 3e                          | Éliminé       | Éliminé      | Éliminé       | Éliminé                             |
| Bilal Tabti         | 3 000 m steeple | 9 min 4 s 81                        | 12e                                 | Éliminé                     | Éliminé                     | Éliminé       | Éliminé      | Éliminé       | Éliminé                             |

| Athlètes           | Épreuve          | Qualification | Qualification | Finale      | Finale  |
| Athlètes           | Épreuve          | Performance   | Rang          | Performance | Rang    |
| ------------------ | ---------------- | ------------- | ------------- | ----------- | ------- |
| Yasser Triki       | Triple saut      | 16,85 m       | 9e            | 17,22 m     | 9e      |
| Oussama Khennoussi | Lancer du disque | NM            | nc            | Éliminé     | Éliminé |

#### Femmes
| Athlètes    | Épreuve           | Qualification | Qualification | Finale      | Finale   |
| Athlètes    | Épreuve           | Performance   | Rang          | Performance | Rang     |
| ----------- | ----------------- | ------------- | ------------- | ----------- | -------- |
| Zahra Tatar | Lancer du marteau | 66,99 m       | 25e           | éliminée    | éliminée |

### Aviron
| Athlètes        | Compétition | Série 3      | Série 3 | Repêchage 3   | Repêchage 3 | Quart de finale 2 | Quart de finale 2 | Demi-finale C/D 1 | Demi-finale C/D 1 | Finale C      | Finale C | Classement final |
| Athlètes        | Compétition | Temps        | Rang    | Temps         | Rang        | Temps             | Rang              | Temps             | Rang              | Temps         | Rang     | Classement final |
| --------------- | ----------- | ------------ | ------- | ------------- | ----------- | ----------------- | ----------------- | ----------------- | ----------------- | ------------- | -------- | ---------------- |
| Sid Ali Boudina | Skiff       | 7 min 2 s 94 | 4e      | 7 min 10 s 23 | 1er         | 7 min 6 s 31      | 5e                | 6 min 57 s 06     | 3e                | 6 min 51 s 99 | 6e       | 18e              |

| Athlètes        | Compétition | Série 2      | Série 2 | Repêchage 2   | Repêchage 2 | Demi-finale E/F 2 | Demi-finale E/F 2 | Finale E      | Finale E | Classement final |
| Athlètes        | Compétition | Temps        | Rang    | Temps         | Rang        | Temps             | Rang              | Temps         | Rang     | Classement final |
| --------------- | ----------- | ------------ | ------- | ------------- | ----------- | ----------------- | ----------------- | ------------- | -------- | ---------------- |
| Nihed Benchadli | Skiff       | 8 min 6 s 02 | 5e      | 8 min 10 s 34 | 3e          | 8 min 34 s 67     | 1re               | 7 min 54 s 25 | 1re      | 25e              |

### Badminton
| Athlètes                       | Compétition  | Phase de groupes                  | Phase de groupes                                      | Phase de groupes                       | Phase de groupes | Quarts de finale | Demi-finales     | Finale / 3e place | Finale / 3e place |
| Athlètes                       | Compétition  | Adversaire Score                  | Adversaire Score                                      | Adversaire Score                       | Rang             | Adversaire Score | Adversaire Score | Adversaire Score  | Rang              |
| ------------------------------ | ------------ | --------------------------------- | ----------------------------------------------------- | -------------------------------------- | ---------------- | ---------------- | ---------------- | ----------------- | ----------------- |
| Koceila Mammeri Tanina Mammeri | Double mixte | Battus par Seo / Chae 10-21, 7-21 | Battus par Puavaranukroh / Taerattanachai 14-21, 9-21 | Battus par Tabeling / Piek 18-21, 9-21 | 4e du gr. B      | Éliminés         | Éliminés         | Éliminés          | 13e               |

### Boxe
| Athlètes           | Catégorie                   | 1/16e de finale     | 1/8e de finale          | Quart de finale     | Demi-finale         | Finale              | Rang    |
| Athlètes           | Catégorie                   | Adversaire Résultat | Adversaire Résultat     | Adversaire Résultat | Adversaire Résultat | Adversaire Résultat | Rang    |
| ------------------ | --------------------------- | ------------------- | ----------------------- | ------------------- | ------------------- | ------------------- | ------- |
| Jugurtha Ait-Bekka | Poids légers (-63,5 kg)     | Exempté             | Battu par Álvarez 0 - 5 | Éliminé             | Éliminé             | Éliminé             | Éliminé |
| Mourad Kadi        | Poids super-lourds (+92 kg) | Exempté             | Battu par Aboudou 1 - 4 | Éliminé             | Éliminé             | Éliminé             | Éliminé |

| Athlètes         | Catégorie              | 1/16e de finale     | 1/8e de finale                  | Quart de finale     | Demi-finale            | Finale              | Rang                           |
| Athlètes         | Catégorie              | Adversaire Résultat | Adversaire Résultat             | Adversaire Résultat | Adversaire Résultat    | Adversaire Résultat | Rang                           |
| ---------------- | ---------------------- | ------------------- | ------------------------------- | ------------------- | ---------------------- | ------------------- | ------------------------------ |
| Roumaysa Boualam | Poids mouches (-50 kg) | Exemptée            | Battu par Aira Villegas 0 - 5   | Éliminée            | Éliminée               | Éliminée            | Éliminée                       |
| Hadjila Khelif   | Poids légers (-60 kg)  | Exemptée            | Battu par Šadrina 0 - 5         | Éliminée            | Éliminée               | Éliminée            | Éliminée                       |
| Imane Khelif     | Poids welters (-66 kg) | Exemptée            | Bat Carini Victoire par abandon | Bat Hamori 5 - 0    | Bat Suwannapheng 5 - 0 | Bat Yang 5 - 0      | Médaille d'or, Jeux olympiques |

### Canoë-kayak

#### Slalom
| Athlète        | Compétition | Éliminatoires | Éliminatoires | Éliminatoires | Éliminatoires | Éliminatoires  | Éliminatoires | Demi-finales | Demi-finales | Finale   | Finale   |
| Athlète        | Compétition | Manche 1      | Manche 1      | Manche 2      | Manche 2      | Meilleur temps | Rang          | Demi-finales | Demi-finales | Finale   | Finale   |
| Athlète        | Compétition | Temps         | Rang          | Temps         | Rang          | Meilleur temps | Rang          | Temps        | Rang         | Temps    | Rang     |
| -------------- | ----------- | ------------- | ------------- | ------------- | ------------- | -------------- | ------------- | ------------ | ------------ | -------- | -------- |
| Carole Bouzidi | K1 femmes   | 99 s 41       | 14e           | 99 s 50       | 17e           | 99 s 41        | 19e           | 108 s 75     | 14e          | éliminée | éliminée |

| Athlète        | Compétition | Contre-la-montre | Contre-la-montre | 1er tour     | Repêchage | Séries     | Quarts de finale     | Demi- finales    | Petite finale | Finale   | Classement final |
| Athlète        | Compétition | Temps            | Rang             | Rang         | Rang      | Rang       | Rang                 | Rang             | Rang          | Rang     | Rang             |
| -------------- | ----------- | ---------------- | ---------------- | ------------ | --------- | ---------- | -------------------- | ---------------- | ------------- | -------- | ---------------- |
| Carole Bouzidi | KX1 femmes  | 76 s 68          | 24e              | Course 10 2e | Exemptée  | Série 1 2e | Quart de finale 1 2e | Demi-finale 1 3e | 3e            | éliminée | 7e               |

### Cyclisme

#### Route
| Athlète      | Compétition     | Temps | Rang |
| ------------ | --------------- | ----- | ---- |
| Yacine Hamza | Course en ligne | Abd   | DNF  |

| Athlète        | Compétition     | Temps | Rang |
| -------------- | --------------- | ----- | ---- |
| Nesrine Houili | Course en ligne | Abd   | DNF  |

### Escrime
| Athlète      | Compétition        | 1/32 de finale           | Seizièmes de finale | Huitièmes de finale | Quarts de finale | Demi-finales Classement 5-8 | Finale Classement 5e, 7e place | Rang |
| Athlète      | Compétition        | Adversaire Score         | Adversaire Score    | Adversaire Score    | Adversaire Score | Adversaire Score            | Adversaire Score               | Rang |
| ------------ | ------------------ | ------------------------ | ------------------- | ------------------- | ---------------- | --------------------------- | ------------------------------ | ---- |
| Salim Heroui | Fleuret individuel | Jurkiewicz Défaite 13-15 | Éliminé             | Éliminé             | Éliminé          | Éliminé                     | Éliminé                        | 36e  |

| Athlète                                                             | Compétition       | 1/32 de finale         | Seizièmes de finale | Huitièmes de finale | Quarts de finale     | Demi-finales Classement 5-8 | Finale Classement 5e, 7e place | Rang |
| Athlète                                                             | Compétition       | Adversaire Score       | Adversaire Score    | Adversaire Score    | Adversaire Score     | Adversaire Score            | Adversaire Score               | Rang |
| ------------------------------------------------------------------- | ----------------- | ---------------------- | ------------------- | ------------------- | -------------------- | --------------------------- | ------------------------------ | ---- |
| Saoussen Boudiaf                                                    | Sabre individuel  | Kravatska Défaite 8-15 | Éliminée            | Éliminée            | Éliminée             | Éliminée                    | Éliminée                       | 33e  |
| Zohra Nora Kehli                                                    | Sabre individuel  | Daghfous Défaite 12-15 | Éliminée            | Éliminée            | Éliminée             | Éliminée                    | Éliminée                       | 34e  |
| Chaima Benouda                                                      | Sabre individuel  | Sarybay Défaite 9-15   | Éliminée            | Éliminée            | Éliminée             | Éliminée                    | Éliminée                       | 36e  |
| Saoussen Boudiaf Zohra Nora Kehli Chaima Benadouda Abik Boungab (r) | Sabre par équipes | Non disputé            | Non disputé         | Non disputé         | France Défaite 32-45 | États-Unis Défaite 28-45    | Italie Défaite 27-45           | 8e   |

### Gymnastique artistique
| Athlète       | Compétition         | Qualifications | Qualifications      | Qualifications | Qualifications | Qualifications | Qualifications | Finale   | Finale              | Finale   | Finale   | Finale | Finale                         |
| Athlète       | Compétition         | Appareil       | Appareil            | Appareil       | Appareil       | Total          | Rang           | Appareil | Appareil            | Appareil | Appareil | Total  | Rang                           |
| Athlète       | Compétition         | Saut           | Barres asymétriques | Poutre         | Sol            | Total          | Rang           | Saut     | Barres asymétriques | Poutre   | Sol      | Total  | Rang                           |
| ------------- | ------------------- | -------------- | ------------------- | -------------- | -------------- | -------------- | -------------- | -------- | ------------------- | -------- | -------- | ------ | ------------------------------ |
| Kaylia Nemour | Concours général    | 14.000         | 15.600              | 13.200         | 13.166         | 55.966         | 5e             | 14.033   | 15.533              | 13.233   | 13.100   | 55.899 | 5e                             |
| Kaylia Nemour | Barres asymétriques | -              | 15.600              | -              | -              | -              | 1re            | -        | 15.700              | -        | -        | -      | Médaille d'or, Jeux olympiques |

### Haltérophilie
| Athlète      | Compétition    | Arraché  | Arraché | Épaulé-jeté | Épaulé-jeté | Total   | Rang    |
| Athlète      | Compétition    | Résultat | Rang    | Résultat    | Rang        | Total   | Rang    |
| ------------ | -------------- | -------- | ------- | ----------- | ----------- | ------- | ------- |
| Walid Bidani | Plus de 102 kg | Abandon  | Abandon | Abandon     | Abandon     | Abandon | Abandon |

### Judo
| Athlète                | Compétition    | 1er tour                       | 2e tour             | Quart de finale     | Demi-finale         | Repêchage           | Finale / CB         | Rang    |
| Athlète                | Compétition    | Adversaire Résultat            | Adversaire Résultat | Adversaire Résultat | Adversaire Résultat | Adversaire Résultat | Adversaire Résultat | Rang    |
| ---------------------- | -------------- | ------------------------------ | ------------------- | ------------------- | ------------------- | ------------------- | ------------------- | ------- |
| Messaoud Redouane Dris | Moins de 73 kg | Tohar Butbul Disqualifié       | Éliminé             | Éliminé             | Éliminé             | Éliminé             | Éliminé             | Éliminé |
| Mohamed El Mehdi Lili  | Plus de 100 kg | Battu par Magomedomarov 0 - 10 | Éliminé             | Éliminé             | Éliminé             | Éliminé             | Éliminé             | Éliminé |

| Athlète       | Compétition    | 1er tour                   | 2e tour                      | Quart de finale     | Demi-finale         | Repêchage           | Finale / CB         | Rang |
| Athlète       | Compétition    | Adversaire Résultat        | Adversaire Résultat          | Adversaire Résultat | Adversaire Résultat | Adversaire Résultat | Adversaire Résultat | Rang |
| ------------- | -------------- | -------------------------- | ---------------------------- | ------------------- | ------------------- | ------------------- | ------------------- | ---- |
| Amina Belkadi | Moins de 63 kg | Bat Anriquelis Barrios 1-0 | Battu par Andreja Leški 1-10 | Éliminée            | Éliminée            | Éliminée            | Éliminée            | 17e  |

### Lutte
| Athlète             | Compétition    | Huitièmes de finale       | Quart de finale     | Demi-finale         | Repêchage           | Finale / CB         | Rang |
| Athlète             | Compétition    | Adversaire Résultat       | Adversaire Résultat | Adversaire Résultat | Adversaire Résultat | Adversaire Résultat | Rang |
| ------------------- | -------------- | ------------------------- | ------------------- | ------------------- | ------------------- | ------------------- | ---- |
| Fateh Benferdjallah | Moins de 86 kg | Battu par Ishiguro 0 - 11 | Éliminé             | Éliminé             | Éliminé             | Éliminé             | e    |

| Athlète                | Compétition    | Huitièmes de finale                | Quart de finale     | Demi-finale         | Repêchage             | Finale / CB         | Rang |
| Athlète                | Compétition    | Adversaire Résultat                | Adversaire Résultat | Adversaire Résultat | Adversaire Résultat   | Adversaire Résultat | Rang |
| ---------------------- | -------------- | ---------------------------------- | ------------------- | ------------------- | --------------------- | ------------------- | ---- |
| Ibtissem Doudou        | Moins de 50 kg | Battu par Hildebrandt 0 - 10 (SUP) | Éliminée            | Éliminée            | Battu par Feng 0 - 10 | Éliminée            | 14e  |
| Chaimaa Fouzia Aouissi | Moins de 57 kg | Battu par Adekuoroye Forfait       | Éliminée            | Éliminée            | Éliminée              | Éliminée            | e    |

| Athlète            | Compétition    | Huitièmes de finale            | Quart de finale     | Demi-finale         | Repêchage                  | Finale / CB         | Rang |
| Athlète            | Compétition    | Adversaire Résultat            | Adversaire Résultat | Adversaire Résultat | Adversaire Résultat        | Adversaire Résultat | Rang |
| ------------------ | -------------- | ------------------------------ | ------------------- | ------------------- | -------------------------- | ------------------- | ---- |
| Abdelkarim Fergat  | Moins de 60 kg | Battu par Nejad 0 - 9 (SUP)    | Éliminé             | Éliminé             | Éliminé                    | Éliminé             | 16e  |
| Ishak Ghaiou       | Moins de 67 kg | Battu par Esmaeili 0 - 9 (SUP) | Éliminé             | Éliminé             | Battu par Orta 0 - 9 (SUP) | Éliminé             | e    |
| Abd Elkrim Ouakali | Moins de 77 kg | Battu par Kusaka 0 - 10 (SUP)  | Éliminé             | Éliminé             | Battu par Vardanyan 0 - 11 | Éliminé             | 16e  |
| Bachir Sid Azara   | Moins de 87 kg | Battu par Gobadze 1- 2         | Éliminé             | Éliminé             | Éliminé                    | Éliminé             | e    |
| Fadi Rouabah       | Moins de 97 kg | Battu par Savolainen 0 - 4     | Éliminé             | Éliminé             | Éliminé                    | Éliminé             | 16e  |

### Natation
| Athlète          | Epreuve                       | Série         | Série      | Demi-finale  | Demi-finale | Finale   | Finale     |
| Athlète          | Epreuve                       | Temps         | Classement | Temps        | Classement  | Temps    | Classement |
| ---------------- | ----------------------------- | ------------- | ---------- | ------------ | ----------- | -------- | ---------- |
| Jaouad Syoud     | 200 mètres 4 nages masculin   | 1 min 59 s 41 | 15e        | 2 min 0 s 13 | 15e         | éliminé  | éliminé    |
| Nesrine Medjahed | 100 mètres nage libre féminin | 57 s 34       | 24e        | éliminée     | éliminée    | éliminée | éliminée   |

### Tennis de table
| Athlète(s) (n° de tête de série) | Compétition      | 2e tour                    | 3e tour             | 4e tour             | Quart de finale     | Demi-finale         | Finale / MB         | Rang |
| Athlète(s) (n° de tête de série) | Compétition      | Adversaire(s) Score        | Adversaire(s) Score | Adversaire(s) Score | Adversaire(s) Score | Adversaire(s) Score | Adversaire(s) Score | Rang |
| -------------------------------- | ---------------- | -------------------------- | ------------------- | ------------------- | ------------------- | ------------------- | ------------------- | ---- |
| Mehdi Bouloussa (57)             | Simple messieurs | Tomislav Pucar Défaite 0-4 | Éliminé             | Éliminé             | Éliminé             | Éliminé             | Éliminé             | 33e  |
| Lynda Loghraibi (61)             | Simple dames     | Chen Meng Défaite 0-4      | Éliminée            | Éliminée            | Éliminée            | Éliminée            | Éliminée            | e    |

### Tir
| Tireurs         | Compétition                  | Qualification | Qualification | Finale  | Finale  |
| Tireurs         | Compétition                  | Points        | Rang          | Points  | Rang    |
| --------------- | ---------------------------- | ------------- | ------------- | ------- | ------- |
| Samir Bouchireb | Pistolet à 10 m air comprimé | 563           | 29e           | Éliminé | Éliminé |
| Koceila Adoul   | Carabine à 10 m air comprimé | 613.4         | 49e           | Éliminé | Éliminé |

| Tireuses     | Compétition                  | Qualification | Qualification | Finale   | Finale   |
| Tireuses     | Compétition                  | Points        | Rang          | Points   | Rang     |
| ------------ | ---------------------------- | ------------- | ------------- | -------- | -------- |
| Houda Chaabi | Carabine à 10 m air comprimé | DNS           | /             | Éliminée | Éliminée |

### Voile
Nota : le résultat barré est le plus mauvais de l’athlète concerné. Il n’est pas pris en compte dans le total.
| Athlètes       | Compétition | Régates | Régates | Régates | Régates | Régates | Régates | Régates | Régates | Régates | Régates | Régates | Régates | Régates | Régates | Total net | Medal series  | Medal series | Medal series | Classement |
| Athlètes       | Compétition | 1       | 2       | 3       | 4       | 5       | 6       | 7       | 8       | 9       | 10      | 11      | 12      | 13      | CM      | Total net | 1/4 de finale | 1/2 finale   | Finale       | Classement |
| -------------- | ----------- | ------- | ------- | ------- | ------- | ------- | ------- | ------- | ------- | ------- | ------- | ------- | ------- | ------- | ------- | --------- | ------------- | ------------ | ------------ | ---------- |
| Rami Boudrouma | IQFoil      | 22      | 21      | 19      | 20      | 24      | 22      | 17      | 22      | 20      | 24      | 23      | 25 DNF  | 24      | 283     | 234       | éliminé       | éliminé      | éliminé      | 24e        |